# 아시안 하이웨이 15호선
아시안 하이웨이 15호선(AH15, )은 베트남의 바돈을 출발하여 중간에 라오스를 경유, 태국의 우돈타니까지 이어주는 아시안 하이웨이의 노선망이기도 하다. 이 고속도로는 아시안 하이웨이 32호선과 비슷하게 3개의 나라를 경유하게 되는 특색을 두며, 한국의 고속도로로 치면 경부고속도로 또는 중앙고속도로와 비슷한 총연장을 가지고 있지만 총 연장은 573.9 km이다.

## 주요 경유지

### 베트남
구간 연장은 99.3km이다.
- 국도 제46A호선(베트남어판) : 끄얼로 ~ 빈
- 국도 제8호선 : 빈 ~ 흐엉선현 ~ 베트남-라오스 국경 검문소

### 라오스
구간 연장은 235.4 km이다.
- 국도 제8호선 : 베트남-라오스 국경 검문소 ~ 깜끗무엉(영어판) ~ 팍카딩무엉(영어판) (아시안 하이웨이 11호선()과 합류 및 분기)
- 국도 제13호선 : 팍카딩무엉 ~ (라오스-태국 제3우의교, 태국) ~ 타케크 (아시안 하이웨이 11호선(과 합류 및 분기)

### 태국
구간 연장은 239.2 km이다.
- 국도 제212호선(태국어판) : 라오스-태국 제3우의교 ~ 므앙나콘파놈군
- 국도 제240호선 (나콘파놈 바이패스 도로) : (아시안 하이웨이 15호선과 국도 제22호선의 합류 및 분기)
- 국도 제22호선(태국어판) : 므앙나콘파놈 군 ~ 우돈타니